# Afrique Asie
Afrique Asie es una revista mensual de análisis político, económico, social y cultural, centrado, como indica el título, en el continente africano y Asia. Publicado en París, Afrique Asie se distribuye en unos cincuenta países de Europa, África, Oriente Próximo y Oriente Medio, así como en el continente americano. El proyecto inicial estuvo especialmente dedicado a las luchas de liberación contra el colonialismo y los primeros años posteriores a la independencia.

## Histórico
En 1969, Simon Malley fundó y dirigió Africasia, que en 1972 se convirtió en Afrique Asie. Se interrumpió la distribución de este periódico a causa de dificultades económicas en julio de 1987 hasta octubre de 1989, a pesar de ser en 1987, según el diario Le Monde «en primera línea de la prensa tercermundista de lengua francesa»,  En los años 70, llegó a vender más de 100 000 ejemplares, el 80 % fuera de Francia.
Tenía como objetivo durante varias décadas ser «el primer periódico consagrado a la lucha de liberación de los pueblos oprimimidos». El tono es militante en la década de 1970. Simon Malley considera que se trata de una revista que ha apoyado algunas causas «de manera incondicional». Simon Malley incluso fue expulsado de Francia por un tiempo, en 1980, por ser el director de la revista, por «dañar, según sus palabras, los intereses de Francia en los Estados que mantienen relaciones diplomáticas normales con ella» según la respuesta del ministro francés del Interior, Christian Bonnet, a una pregunta en la Asamblea Nacional de Laurent Fabius. Regresó en 1981 con la llegada al poder de la izquierda en Francia.
En diciembre de 2005 Majed Nehmé, redactor jefe de África Asia durante diecisiete años, asume la dirección del periódico. Tras la muerte de Simon Malley, el 7 de septiembre de 2006, la cabecera fue explotada por una nueva sociedad, SARL AFRIAM. Está presidida por Majed Nehmé, principal accionista.

## Difusión
Afrique Asie se difunde regularmente en unos cincuenta países, incluidos:
- En Europa: Alemania, Austria, Bélgica, España, Francia, Hungría, Italia, Rumanía, Suiza.
- En África: Benín, Burkina Faso, Burundi, Camerún, Congo, Costa de Marfil, Yibuti, Gabón, Ghana, Guinea, Kenia, Madagascar, Malí, Mauricio, Níger, Ruanda, Senegal, Togo.
- En el Magreb: Argelia, Marruecos, Túnez.
- En el Cercano y Medio Oriente: Líbano.
- En América: Canadá, Estados Unidos, Haití.

Además de la versión en papel, es posible consultar la revista en línea. El sitio web está actualizado diariamente por el equipo editorial.